# Osamu Hayaishi
Osamu Hayaishi (早石 修, Hayaishi Osamu, né le 8 janvier 1920) et mort le 17 décembre 2015 , est un biochimiste japonais, professeur à l'institut de biotechnologie d'Osaka

## Biographie
Osamu Hayaishi naît à Stockton en Californie en 1920. Il obtient son doctorat en médecine de l'université d'Osaka en 1942.
De 1942 à 1952, Osamu Hayaishi est associé de recherche au département de bactériologie de l'école de médecine de l'université d'Osaka au Japon. Après avoir enseigné dans diverses universités il est à présent président du conseil d'administration de l'institut de biotechnologie d'Osaka au Japon.

## Recherche
Osamu Hayaishi est connu pour ses contributions au domaine des sciences biomédicales et enzymologie par sa découverte des oxygénases. Ces enzymes sont largement répandues dans la nature et représentent un groupe unique d'enzymes respiratoires qui catalysent l'incorporation directe de l'oxygène moléculaire dans divers substrats.
En 1986, il est lauréat du prix Wolf de médecine « pour sa découverte des enzymes oxygénases et l'élucidation de leur structure et de leur importance biologique »